# Hôtel (43 rue Émile-Zola, 60 rue de la Préfecture, Tours)
Pour les articles homonymes, voir Hôtel (homonymie).
L'hôtel est un hôtel particulier situé à Tours dans le Vieux-Tours, au 43 rue Emile-Zola. Le monument fait l’objet d’une inscription au titre des monuments historiques depuis 1946.